# Lawrenceville (Illinois)
Lawrenceville è un comune degli Stati Uniti d'America, situato in Illinois, nella Contea di Lawrence, della quale è il capoluogo.